# Rino Burić
Pour les articles homonymes, voir Burić.
Rino Burić est un joueur croate de water-polo né le 5 avril 1997 à Split. Il a remporté avec l'équipe de Croatie la médaille d'argent du tournoi masculin aux Jeux olympiques d'été de 2024, organisés à Paris.